# Phylloniscus contractus
Phylloniscus contractus là một loài chân đều trong họ Titaniidae. Loài này được Kensley miêu tả khoa học năm 1971.